# 138,6 mm/40 Model 1927
138,6-mm/40 Model 1927 е корабно артилерийско оръдие с калибър 138,6 mm, разработено и произвеждано във Франция. Състои на въоръжение във ВМС на Франция. Заменя морското оръдие 138,6 mm/40 Model 1923. Предназначено е за въоръжение на контраминоносци. С тези оръдия са снабдени контраминоносците от типове „Егъл“ и „Вокелен“. Освен това тези оръдия носят крайцерът-минен заградител „Плутон“ и авизата от типа „Бугенвил“. Последващо развитие на този проект става оръдието 138,6 mm/50 Model 1929, различаващо се главно с дължината на ствола.

## Конструкция
Френският флот не е удовлетворен от оръдието 138,6 mm/40 Model 1923. Бидейки доста мощна артилерийска система, то има съвършено недостатъчна за своето тактическо предназначение скорострелност. За това за основа на оръдието Model 1927 е приета конструкцията на германско 150-mm оръдие, която става достъпна на французите в резултат на предаването им като репарация на немския разрушител S-113. Заимстван преди всичко е хоризонтално плъзгащият се клинов затвор с полуавтоматично действие.

## Боеприпаси
Оръдията стрелят със снаряди от два типа – бронебойни, с маса 40,6 kg, и фугасни, с маса 40,2 kg. Общо метателният заряд е увеличен до 12 kg спрямо предишните модели. Бронебойният снаряд съдържа 2,3 kg взривно вещество. 138,6-mm снаряди са опасни даже за крайцерите.